# Bulbophyllum roraimense
Bulbophyllum roraimense là một loài phong lan thuộc chi Bulbophyllum.